# Ердзивіл
Ердзивіл або Едивіл — князь Жемонтійський. Він був одним із 21 литовсько-жемонтійських князів, які 1219 року підписали угоду з Галицько-Волинським князівством Данила Романовича. Він і Викінт названі в цій угоді князями Жемантії. Східна частина Жемонтії, якою правив Ердзивіл, підтримувала литовського князя Міндовга, а західна, якою правив Викінт, була ворожа до Міндовга. Також деякий час був намісником Новогрудского, Берестейського, Дорогочинського удільних князівств. 

## Життєпис
У «Хроніці Биховця» зустрічаються варіанти імені князя Jerdywił, Erdywił, Erdiwił. Ердзивіл (Едивіл) означає «прагне слави». 
Згідно з «Хронікою», Ердзивіл був сином Жемантійського князя Монтвіла, який був сином Ґімбута, онуком князя Куни і правнуком напівміфічного Палемона. Куна спочатку княжив на заході нинішньої Литви — в Жемойті, потім почав розширювати свої володіння і пішов за річку Вялю. Його сини Ґімбут і Кернус вже правили перший «над усією землею Жемойтською», другий «над усією землею Завельською» і «аж до Двіни». Син Гімбута Монтвіл також був Жемантійським князем, він послав свого сина Ердзивіла з військом захопити землі, які тримали українські князі, після того як хан Батий "їх розігнав". Ердзивіл здобув Новогрудок, Гродно, а також зайняв Берестя, Дорогочин, Мельник і почав над ними панувати. Коли помер князь Монтвіл, то після нього в Жемантії став княжити його син (і брат Ердзивіла) Викинт; а як помер Викинт, то і в Жемантії, і в Литві став княжити Живінбуд, брат Монтвіла і дядько Ердзивіла. Після Ердзивіла княжив його син Мингайло, який завоював Полоцьк. Сини Мингайла (онуки Ердзивіла) Скирмунт і Гінвіл були Новогрудським і Полоцьким князями.
Відомо, що коли воєвода монголо-татарського хана Батия Койдан (Кайдан), довідавшись, що скнязь Ердзивіл оволодів після Батиєвого розорення українськими удільними князівствами Новогрудським, Підляським, Берестейським, Дорогочинським та іншими землями - пішов на нього походом. Князь Ердзивіл, зібравши українські, жемантійські та литовські дружини, вийшов на зустріч монголам. Супротивники зійшлись там, де Прип’ять впадає в Дніпро. Прикриті лісами й пущами українські та литовські дружини розбили вороже військо. Сам Кайдан врятувався з малим загоном. Це була перша відома перемога українсько-литовських об’єднаних сил над монголо-татарами в середині ХІІІ століття.
Біля 1249 року князь Міндовг послав Товтивіла разом з його братом Ердивілом у похід на Смоленське князівство. 
Також збереглися літописні записи, що брат Товтивіла і племінник Великого князя Литовського Міндовга – Едивіл брав участь у поході 1253 року в Чехію як союзник князя Романа Даниловича.